# Corydalis khasiana
Corydalis khasiana är en vallmoväxtart som beskrevs av M. Liden. Corydalis khasiana ingår i släktet nunneörter, och familjen vallmoväxter. Inga underarter finns listade i Catalogue of Life.